# Fort

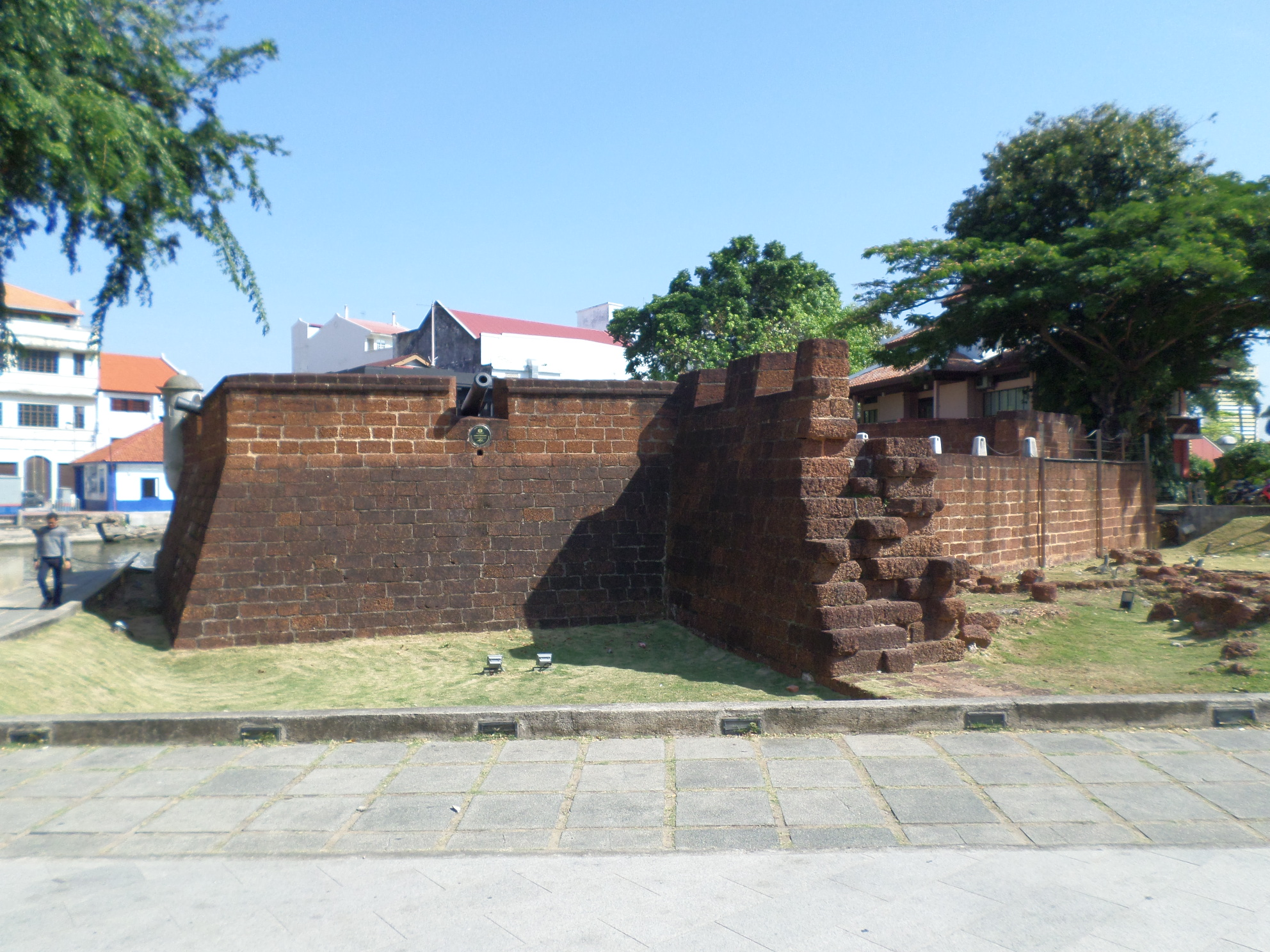
Fort

Fort (francouzsky pevnost, z latinského fortis, pevný, silný) je relativně samostatná pevnůstka jako doplnění hlavního opevnění. Zatímco hrady a opevněná města měly ještě funkci hospodářskou a politickou, účel fortu býval čistě vojenský. Například řetězem fortů byla doplněna barokní pevnost Olomouc, forty posilovaly pevnosti Josefov, pevnosti Terezín.

## Popis fortu
Jedná se zpravidla o opevňovací objekt předsunutý před hlavním opevněním pevnosti. Byl tvořen hlavním objektem (valem s kasematy nebo bez nich) podkovovitého půdorysu, příkopem, reduitem a kolištěm (glacis).
Stěny příkopu byly opatřeny cihelnými stěnami (armováním). Čelní stěna hlavního valu (eskarpa) bývala opatřena krytou střeleckou chodbou se střílnami, vykrývajícími svými střeleckými úhly celý prostor příkopu.
Zpětná stěna příkopu na straně koliště (kontreskarpa) bývala rovněž opatřena krytou střeleckou chodbou se střílnami, umožňovala obráncům jednak úkryt při zteči protivníka na kolišti, jednak jeho napadení střelbou z týla. Dále byla eskarpa často doplněna kaponiérami, které chránily příkop a obráncům umožňovaly jeho překonání. Součástí fortu mohl být také týlový kasematní objekt s kasárnami, prachárnou a dalšími zařízeními.